# Liste der Baudenkmale in Großenkneten
In der Liste der Baudenkmale in Großenkneten sind die Baudenkmale der niedersächsischen Gemeinde Großenkneten und ihrer Ortsteile aufgelistet. Der Stand der Liste ist der 18. Juli 2022.

## Allgemein
In den Spalten befinden sich folgende Informationen:
- Lage: die Adresse des Baudenkmales und die geographischen Koordinaten. Kartenansicht, um Koordinaten zu setzen. In der Kartenansicht sind Baudenkmale ohne Koordinaten mit einem roten Marker dargestellt und können in der Karte gesetzt werden. Baudenkmale ohne Bild sind mit einem blauen Marker gekennzeichnet, Baudenkmale mit Bild mit einem grünen Marker.
- Bezeichnung: Bezeichnung des Baudenkmales
- Beschreibung: die Beschreibung des Baudenkmales. Unter § 3 Abs. 2 NDSchG werden Einzeldenkmale und unter § 3 Abs. 3 NDSchG Gruppen baulicher Anlagen und deren Bestandteile ausgewiesen.
- ID: die Objekt-ID des Baudenkmales
- Bild: ein Bild des Baudenkmales, ggf. zusätzlich mit einem Link zu weiteren Fotos des Baudenkmals im Medienarchiv Wikimedia Commons. Wenn man auf das Kamerasymbol klickt, können Fotos zu Baudenkmalen aus dieser Liste hochgeladen werden:

## Ahlhorn
| Lage                                           | Bezeichnung               | Beschreibung | ID       | Bild           |
| ---------------------------------------------- | ------------------------- | --- | -------- | -------------- |
| Dünhoop 1 52° 54′ 0″ N, 8° 14′ 35″ O           | Wohn-/ Wirtschaftsgebäude | Kleines Zweiständerhallenhaus in Fachwerk unter Schopfwalmdach mit Steckwalm und Niedersachsengiebeln in Reetdeckung. Datiert 1786. | 35962027 | BW             |
| Großer Esch 13 52° 53′ 47″ N, 8° 10′ 42″ O     | Wohn-/ Wirtschaftsgebäude | Zweiständerhallenhaus in Fachwerk unter Schopfwalmdach in Reetdeckung. Datiert 1741. | 35961439 | BW             |
| Vechtaer Straße 3 52° 53′ 55″ N, 8° 12′ 43″ O  | Forsthaus                 | Weit von der Straße zurückgesetztes, giebelständiges Backsteingebäude mit Fachwerkgiebeln unter Schopfwalmdach mit Niedersachsengiebeln in Reetdeckung. An der südlichen Traufseite Auslucht in Fachwerk und Schwalbenschwanzgaupe. Großes waldartiges Grundstück mit markantem Baumbestand. Erbaut 1947–1949.                                                                | 35963340 |                |
| Vechtaer Straße 10 52° 53′ 44″ N, 8° 12′ 32″ O | Stellwerk Ahlhorn         | Stellwerk mit integriertem Wasserturm, erbaut in Backstein (Klinker). Mittig quadratischer viergeschossiger Turm, sparsam durchfenstert unter Flachdach, flankiert von zweigeschossigen Anbauten unter überstehendem Flachdach, im Obergeschoss Aussichtskanzeln mit großen Fenstern in Beton gerahmt. Gliederung durch horizontale Bänder. Erbaut 1930, bis 1991 in Betrieb. | 35962671 | Weitere Bilder |
| Visbeker Straße 9 52° 53′ 46″ N, 8° 14′ 11″ O  | Wohn-/ Wirtschaftsgebäude | Zweiständerhallenhaus auf Findlingsfundament in Fachwerk mit Backsteinausfachungen unter Schopfwalmdach mit Niedersachsengiebeln. An der südlichen Traufseite jüngerer Anbau. Datiert 1844. | 35962768 | BW             |
| Visbeker Straße 9 52° 53′ 45″ N, 8° 14′ 11″ O  | Remise                    | Kleiner Wandständerbau in Fachwerk mit teilweise erhaltener Lehmausfachung unter Satteldach. Eine Giebelwand in Kalksandstein ersetzt. Quereinfahrt und Bohlentüren. Erbaut wohl um die Mitte des 19. Jhs. | 35962745 | BW             |
| Visbeker Straße 9 52° 53′ 45″ N, 8° 14′ 10″ O  | Scheune                   | Fachwerkscheune mit teilweise erhaltenen Ausfachungen in Lehmstakung unter Satteldach. Zwei Querdurchfahrten. Erbaut wohl um die Mitte des 19. Jhs. | 35962721 | BW             |

### Gut Lethe
| Lage                                                | Bezeichnung | Beschreibung | ID       | Bild |
| --------------------------------------------------- | ----------- | --- | -------- | ---- |
| Cloppenburger Straße 15 52° 53′ 51″ N, 8° 10′ 29″ O | Stall       | Gelegen auf der Südseite des Gutshofes. Langgestreckter Fachwerkbau mit Backsteinausfachungen unter Satteldach. Moderne Schleppgaupen. Pendant zur gleichzeitig entstandenen Scheune und mit dieser symmetrisch den Hof flankierend. Erbaut 1846. | 41855359 | BW   |
| Cloppenburger Straße 15 52° 53′ 52″ N, 8° 10′ 29″ O | Scheune     | Gelegen auf der Nordseite des Gutshofes. Langgestreckter Fachwerkbau mit Backsteinausfachungen auf Feldstein-Unterbau unter Satteldach. Ständerwerk vollständig erhalten. Pendant zum gleichzeitig entstandenen Kuhstall und mit diesem symmetrisch den Hof flankierend. Erbaut 1846, Unterbau wohl älter. | 41855334 | BW   |
| Cloppenburger Straße 17 52° 53′ 51″ N, 8° 10′ 27″ O | Herrenhaus  | Traufständiger zweigeschossiger Putzbau von fünf Achsen über Kellersockel unter Satteldach. Dreiachsiger flacher Mittelrisalit mit Eingang, davor Freitreppe, darüber dreieckiger Zwerchgiebel. Putzgliederung: Rustizierung des Sockels, horizontale Fugen, geschossteilende Gesimse, Portalrahmung mit stilisierten Pilastern und Gebälk, im Obergeschoss Fensterrahmungen und Ädikulen auf Volutenkonsolen, Traufgesims mit Konsolfries. Auf der rechten Seite zurückgesetzter eingeschossiger Anbau unter Balkon. Erbaut 1891 für den Oldenburger Bankdirektor Wilhelm Christian Fortmann, zwischenzeitlich Altenheim, heute Sitz der Autobahnpolizei. | 35962053 | BW   |
| Cloppenburger Straße 17 52° 53′ 52″ N, 8° 10′ 27″ O | Kapelle     | Zweigeschossiger Putzbau unter Satteldach. Rechts eingeschossiger polygonaler Anbau, wohl ehem. Apsis. Putzgliederung: geschossteilendes Gesims, im Erdgeschoss horizontale Fugen, im Obergeschoss Fensterrahmungen. Erbaut um 1905 als Gutskapelle, seit Umbau 1982–1983 als Dienstgebäude der Autobahnpolizei genutzt. | 41855276 | BW   |
| Cloppenburger Straße 17 52° 53′ 54″ N, 8° 10′ 34″ O | Zufahrt     | Zufahrt zum Gutshof von der Hauptstraße. Gepflastert mit Kopfsteinen. An der Straße Mauerabschnitt und zwei Pfosten aus Bruchsteinmauerwerk, mittig Tor und seitlich davon Durchlässe. | 41788262 | BW   |
| Cloppenburger Straße 17 52° 53′ 56″ N, 8° 10′ 34″ O | Allee       | Lindenallee auf beiden Seiten der Zufahrt zum Gut. Die vorderen Bäume an der Straße vor dem Tor etwas zur Seite gerückt. | 41788295 | BW   |

### Luftschiffhafen Ahlhorn
Alle Gebäude sind 1915–1918 erbaut.

| Lage                                        | Bezeichnung                          | Beschreibung | ID       | Bild |
| ------------------------------------------- | ------------------------------------ | --- | -------- | ---- |
| Fasanenweg 7 52° 53′ 32″ N, 8° 12′ 56″ O    | Offizierskasino                      | Nördlich außerhalb des Geländes des Luftschiffhafens Ahlhorn ehemals in einem Wald gelegenes Gebäude. Eingeschossiger Backsteinbau unter Mansardwalmdach. Auf der Westseite zweiflügelige Eingangstür mit Oberlicht und weiter Risalit mit offener Pfeilerhalle (darüber ehemals geschweifter Zwerchgiebel). Auf dieser Seite Rundgiebelgaupen. Auf der Ostseite Walmgaupen und am Südende vorstehender Flügel.                                 | 35963340 | BW   |
| Vechtaer Straße 52° 52′ 55″ N, 8° 12′ 54″ O | Wachgebäude                          | Auf der Nordseite der Einfahrt von der Vechtaer Straße. Eingeschossiger Backsteinbau auf winkelförmigem Grundriss unter Walmdach, der rechte mit separatem, höheren Dach. Rundgiebelgaupen. Sparsame Lisenengliederung. Auf der Nordseite jüngerer Anbau. Erbaut Wachgebäude des Luftschiffhafens Ahlhorn. | 35963115 | BW   |
| Vechtaer Straße 52° 52′ 54″ N, 8° 12′ 55″ O | Wachgebäude                          | Auf der Südseite der Einfahrt von der Vechtaer Straße. Eingeschossiger Backsteinbau auf winkelförmigem Grundriss unter Walmdach, der linke mit offener Pfeilerhalle zur Straße und separatem, höheren Dach. Am Linken Teil Schleppgaupe, am rechten Teil Rundgiebelgaupen. Sparsame Lisenengliederung. Erbaut als Wachgebäude des Luftschiffhafens Ahlhorn.                                                                                     | 35963086 | BW   |
| Vechtaer Straße 52° 52′ 53″ N, 8° 12′ 55″ O | Remise                               | Gelegen nordwestlich des Appellplatzes. Eingeschossiger Backsteinbau unter Walmdach mit fünf dreiteiligen Toren, die äußeren risalitartig vorgezogen. Rundgiebelgaupen. | 35963086 | BW   |
| Vechtaer Straße 52° 52′ 51″ N, 8° 12′ 56″ O | Unterkunftsgebäude                   | Gelegen auf der Westseite des Appellplatzes. Langgestreckter eingeschossiger Backsteinbau unter Walmdach. Zum Platz drei vortretende Flügel unter Walmdächern. Sparsame Lisenengliederung. Erbaut als Unterkunftsgebäude des Luftschiffhafens Ahlhorn. | 35963031 | BW   |
| Vechtaer Straße 52° 52′ 50″ N, 8° 13′ 0″ O  | Unterkunftsgebäude                   | Auf der Südseite des Appellplatzes gelegen. Langgestreckter eingeschossiger Backsteinbau unter Walmdach. Zum Platz vortretend drei eingeschossige Flügel unter Walmdächern. Sparsame Lisenengliederung. Erbaut als Unterkunftsgebäude des Luftschiffhafens Ahlhorn. | 35963002 | BW   |
| Vechtaer Straße 52° 52′ 52″ N, 8° 13′ 3″ O  | Unterkunftsgebäude                   | Auf der Ostseite des Appellplatzes gelegen. Langgestreckter eingeschossiger Backsteinbau unter Walmdach. Schleppgaupen. Zum Platz fünf vortretende Flügel unter Walmdächern. Erbaut als Unterkunftsgebäude des Luftschiffhafens. | 35962967 | BW   |
| Vechtaer Straße 52° 52′ 53″ N, 8° 12′ 59″ O | Kommandantur                         | Auf der Nordseite des Appellplatzes gelegen. Symmetrischer ein- bis zweigeschossiger Backsteinbau, bestehend aus zweigeschossigem Mittelbau von neun Achsen unter Walmdach mit Schleppgaupe, als Bekrönung Dachreiter mit Uhr, und eingeschossigen, zurücktretenden Seitentrakten von jeweils 19 Achsen (rhythmisiert durch je fünf Strebepfeiler, Achsen z. T. blind) unter Walmdächern. Erbaut als Kommandantur des Luftschiffhafens Ahlhorn. | 35962936 | BW   |
| Vechtaer Straße 52° 52′ 55″ N, 8° 13′ 1″ O  | Tower                                | Am Nordostrand der Anlage gelegen. Eingeschossiger Backsteinbau von dreizehn Achsen unter Walmdach. Mittig zweigeschossiger Risalit von drei Achsen unter Walmdach, darüber mittig quadratische Aussichtsplattform. Sparsame Gliederung mit Lisenen und horizontalen Bändern. Rundgiebelgaupen. Erbaut als Tower (Nachrichtenübermittlungsstation) des Luftschiffhafens, ehemals letztes Gebäude vor dem Flugfeld.                              | 35962880 | BW   |
| Vechtaer Straße 52° 52′ 51″ N, 8° 12′ 59″ O | Appellplatz (Kapitän-Strasser-Platz) | Appellplatz des Luftschiffhafens. Quadratischer befestigter Platz (heutige Teerung jünger), gerahmt von Alleen. | 35962911 | BW   |
| Vechtaer Straße 52° 52′ 51″ N, 8° 13′ 2″ O  | Allee                                | Alleenartige Rahmung des Appellplatzes des Luftschiffhafens. Auf der Innenseite Linden, auf der Außenseite Eichen. | 44393581 | BW   |

## Bissel

### Schullandheim Bissel
Alle Gebäude liegen in der Garreler Straße 28 und sind 1949–1952 erbaut.

| Lage                       | Bezeichnung                 | Beschreibung | ID       | Bild |
| -------------------------- | --------------------------- | --- | -------- | ---- |
| 52° 57′ 22″ N, 8° 8′ 24″ O | Haus 2, „Eulennest“         | Gelegen im Norden des Geländes. Zwei Nissenhütten verbunden durch Zwischentrakt unter Satteldach mit erneuerten und später vergrößerten, beidseitig vortretenden Flügeln. | 35961250 | BW   |
| 52° 57′ 17″ N, 8° 8′ 24″ O | Haus 3, „Dachsbau“          | Gelegen im Süden des Geländes. Mehrere miteinander in Reihe verbundene Nissenhütten, nach Norden angebaute Flügel (2004 umgebaut und erweitert).                          | 35961217 | BW   |
| 52° 57′ 19″ N, 8° 8′ 23″ O | Haus 5                      | Gelegen im Westen des Geländes. Zwei miteinander verbundene Nissenhütten, Mittelteil später ausgebaut.                                                                    | 35963315 | BW   |
| 52° 57′ 17″ N, 8° 8′ 27″ O | Haus 6, „Spechthöhle“       | Gelegen im Südosten des Geländes. Nissenhütte. | 35963364 | BW   |
| 52° 57′ 20″ N, 8° 8′ 24″ O | Haus 7                      | Gelegen unmittelbar nördlich des zentralen Wirtschaftsgebäudes. Nissenhütte, nicht ausgebaut.                                                                             | 35963451 | BW   |
| 52° 57′ 20″ N, 8° 8′ 26″ O | Haus 16, „Umweltstation“    | Gelegen unmittelbar nordöstlich des zentralen Wirtschaftsgebäudes. Nissenhütte.                                                                                           | 35963476 | BW   |
| 52° 57′ 19″ N, 8° 8′ 25″ O | Haus 28, Wirtschaftsgebäude | | 35963501 | BW   |

## Großenkneten
| Lage                                           | Bezeichnung               | Beschreibung | ID       | Bild           |
| ---------------------------------------------- | ------------------------- | --- | -------- | -------------- |
| Lehms 2 52° 56′ 50″ N, 8° 15′ 38″ O            | Wohn-/ Wirtschaftsgebäude | Zweiständerhallenhaus in Fachwerk mit Backsteinausfachungen unter Schopfwalmdach mit Niedersachsengiebeln in Reetdeckung. Wohngiebel in Backstein erneuert. Datiert 1839, Wohngiebel wohl um 1920. | 35961902 | BW             |
| Lehms 5 52° 56′ 57″ N, 8° 15′ 38″ O            | Wohn-/ Wirtschaftsgebäude | Zweiständerhallenhaus in Fachwerk mit Backsteinausfachungen unter Schopfwalmdach mit Niedersachsengiebeln in Reetdeckung. Zur Straße alter markanter Baumbestand. Datiert 1798. | 35963549 | BW             |
| Markt 4 52° 56′ 36″ N, 8° 15′ 26″ O            | St. Marien (Kirche)       | Gründung wohl schon im 9. Jh., verschiedene Vorgängerbauten ergraben, der älteste vor 1000 entstanden. Saalkirche mit vorgesetztem rechteckigen Westturm und Südquerarm. Der Turm dreigeschossig in Backstein mit Lisenen- und Bogenfriesgliederung, im Glockengeschoss auf jeder Seite zwei gekuppelte Biforienöffnungen, unter Knickpyramide. Schiff und Querarm verputzt, am Schiff Rundbogenfenster, gerade schließend, am Querarm zweibahnige Maßwerkfenster und schräg gestellte Eckstrebepfeiler aus Sandsteinquadern. Innen heute tonnengewölbt (ehemals flachgedeckt), an der Altarwand großes Wandbild von Heinrich Schwarz (1965). Südquerarm mit Kreuzrippengewölbe. Südquerarm erbaut in der 2. Hälfte des 15. Jhs., Schiff 1819–1820 (1965 verändert), Turm 1873. | 35961975 | Weitere Bilder |
| Markt 4 52° 56′ 36″ N, 8° 15′ 22″ O            | St. Marien (Friedhof)     | Friedhof um die Großenknetener Kirche. Gestaltet mit Grabstätten und Wegen. Einige wenige Grabsteine noch aus dem späten 19. und frühen 20. Jh. Umgeben von einer Mauer, im östlichen, ältesten Teil als Feldsteinmauer (auf der Nordseite mit Linden bepflanzt), im westlichen Teil als Backsteinmauer. In jüngerer Zeit nach Süden erweitert, dabei auch ein Teil der Mauer niedergelegt. | 35962329 | BW             |
| Markt 5 52° 56′ 37″ N, 8° 15′ 31″ O            | Wohn-/ Wirtschaftsgebäude | Zweiständerhallenhaus in Fachwerk mit Backsteinausfachungen unter Schopfwalmdach mit Niedersachsengiebeln. Datiert 1838. | 35961951 | BW             |
| Markt 6 52° 56′ 36″ N, 8° 15′ 29″ O            | Lueken's Gasthof          | Eckhaus zur Ahlhorner Straße. Zweigeschossiger Backsteinbau unter Walmdach. Hauptfassade von acht Achsen nach Süden zur Ahlhorner Straße, Schmalseite zum Markt mit vier Achsen. Auf Vorder- und Rückseite etwas außermittige Portale. Öffnungen segmentbogig. Backsteingliederung (Bogenrahmungen und Kantenlisenen) sowie Putzgliederung (Portalrahmungen mit Lisenen und Dreiecksgiebel, geschossteilendes Gesims). An der Westseite großflächiger Anbau, im Kern Fachwerk, doch stark überformt. Erbaut 1892. | 35962308 |                |
| Moorbeker Straße 1 52° 56′ 47″ N, 8° 15′ 35″ O | Wohn-/ Wirtschaftsgebäude | Zweiständerhallenhaus in Fachwerk mit Backsteinausfachungen unter Schopfwalmdach in Reetdeckung. Datiert 1826. | 35961926 | BW             |

## Huntlosen
| Lage                                            | Bezeichnung              | Beschreibung | ID       | Bild           |
| ----------------------------------------------- | ------------------------ | --- | -------- | -------------- |
| Amelhauser Straße 9 52° 59′ 17″ N, 8° 17′ 41″ O | Wohn-/Wirtschaftsgebäude | Ehem. Heuerhaus, Fachwerkbau (Wohngiebel in Backstein) unter Schopfwalmdach in Reetdeckung. Erbaut wohl um 1880. | 35962220 | BW             |
| Bahnhofstraße 74 52° 59′ 26″ N, 8° 16′ 59″ O    | St. Briccius (Kirche)    | Gewölbte dreijochige Saalkirche in Backstein auf Feldsteinsockel. Über dem Westjoch gedrungener achteckiger Turmaufsatz unter Pyramidendach. Rundbogenfenster, auf der Südseite leicht spitzbogiges Portal. Am Ostgiebel gestaffelte Spitzbogenblenden. Innen Wölbung auf mehrfach gestuften Wandvorlagen, diese zum Turmjoch stärker eingezogen, das mittlere Joch mit Bandrippen, die übrigen mit Wulstrippen und Schlussringen. Im Gewölbe des Ostjochs Reste von Malereien: Deesis, um 1500. Kruzifix aus dem 3. Viertel des 15. Jhs. und einige barocke Ausstattungsstücke. Erbaut im 2. Viertel des 13. Jhs., angeblich 1250 geweiht. | 35961606 | Weitere Bilder |
| Bahnhofstraße 74 52° 59′ 26″ N, 8° 16′ 58″ O    | St. Briccius (Friedhof)  | Friedhof um die mittelalterliche Dorfkirche von Huntlosen. Gräber und Wegesystem mit Sträuchern und einzelne markante alte Bäume (eine Linde und eine Kastanie). Die ältesten Grabsteine aus dem späten 19. Jh. | 35961630 | BW             |
| Bahnhofstraße 84 52° 59′ 29″ N, 8° 17′ 8″ O     | Nebengebäude             | Fachwerkbau mit Backsteinausfachungen unter Satteldach. Möglicherweise ehemaliges Backhaus. An beiden Traufseiten jüngere Anbauten. Datiert 1755. | 35961652 | BW             |
| Wilhelmstraße 2 52° 59′ 8″ N, 8° 15′ 21″ O      | Waldhaus Hosüne          | Eingeschossiger teils verputzter Backsteinbau mit symmetrischer Gestaltung unter Walmdach. Eingangsseite mit mittigem Eingang in Rundbogennische, davor Freitreppe, darüber Zwerchhaus mit mittigem Dreiecksgiebel. Gartenseite mit halbrundem Standerker, darin drei verglaste Türen mit konkaven Spitzbogenabschlüssen, davor Terrasse und Freitreppe, darüber Balkon und polygonales Zwerchhaus. Backsteinziersetzungen. Erbaut 1924 durch den Architekten Otto Katzmann als eigenes Wohnhaus. 1937–1959 Mütterheim. | 35962379 | BW             |

## Sage / Sage-Haast
| Lage                                          | Bezeichnung               | Beschreibung | ID       | Bild           |
| --------------------------------------------- | ------------------------- | --- | -------- | -------------- |
| Dorfkamp 4 52° 56′ 33″ N, 8° 12′ 40″ O        | Feuerwehrhaus             | Backsteinbau (Hartbrandklinker). Fahrzeughalle mit Tor zur Straße unter Walmdach, dahinter rechteckiger Schlauchturm von dreieinhalb Geschossen unter Pyramidendach. Am Turm sparsame Backsteingliederung. Datiert 1931. | 35962407 | BW             |
| Dorfkamp 15 52° 56′ 37″ N, 8° 12′ 52″ O       | Backhaus                  | Fachwerkbau in Wandständerkonstruktion mit Ausfachungen in Backstein (an der Ostseite z. T. noch Lehmstakung) unter Satteldach. Auf der Südseite Bohlentür. Ofen ohne Verdachung. Erbaut wohl um die Mitte des 19. Jhs. | 35962433 | BW             |
| Garreler Straße 12 52° 56′ 52″ N, 8° 12′ 1″ O | Scheune                   | Fachwerkbau mit Lehm- und Backsteinausfachungen unter Walmdach mit Niedersachsengiebeln in Reetdeckung. Zwei Längsdurchfahrten. Erbaut wohl in der 2. Hälfte des 19. Jhs., heute als Stall genutzt. | 35961700 | BW             |
| Haaster Höhe 6 52° 57′ 11″ N, 8° 11′ 48″ O    | Wohn-/ Wirtschaftsgebäude | Zweiständerhallenhaus in Fachwerk mit Backsteinausfachungen unter Schopfwalmdach mit Niedersachsengiebeln in Reetdeckung. Wohngiebel in Backstein erneuert. Datiert 1806. | 35961369 | BW             |
| Haaster Höhe 6 52° 57′ 10″ N, 8° 11′ 47″ O    | Scheune                   | Südwestlich gegenüber dem Wohn-/Wirtschaftsgebäude gelegen. Fachwerkbau mit Backsteinausfachungen unter Satteldach. Querdurchfahrt. Erbaut wohl in der 1. Hälfte des 19. Jhs. | 35961392 | BW             |
| Sager Schweiz 1 52° 56′ 27″ N, 8° 12′ 56″ O   | Schafstall                | Fachwerkbau auf Feldsteinsockel unter Satteldach. Ausfachungen z. T. mit Lehmschlag, z. T. in Backstein, Giebel verbrettert. Längsdurchfahrt. Erbaut wohl um die Mitte des 19. Jhs. | 35964007 | BW             |
| Sager Straße 52° 56′ 13″ N, 8° 12′ 29″ O      | Sage War Cemetery         | Kriegsgräberstätte für 970 gefallene Soldaten des II. Weltkriegs aus dem Britischen Commonwealth, u. a. 745 Briten und 145 Kanadier. An der Sager Straße südlich des Ortes gelegene querrechteckige Anlage mit in fünf Blöcken angeordneten Grabsteinen. Entlang der Straße bepflanzt mit einer Reihe Magnolien, ansonsten Rasenfläche, keine Wege. Umgeben von einer Hecke. An der Straße mittig das Portal, bestehend aus einer Quadermauer (z. T. bossiert) mit zwei Eisentoren, zwischen diesen Ehrenkreuz („Cross of Sacrifice“) auf achteckigem Sockel. Von dort betonte Mittelachse der Anlage zur Ehrenhalle an der Rückseite führend, einer offenen Pfeilerhalle mit Reliefinschrift. Erbaut 1952 durch die Commonwealth War Graves Commission (vertreten durch das Staatshochbauamt Oldenburg), Architekt: Philip Hepworth. | 35961802 | Weitere Bilder |
| Zur Goost 3 52° 57′ 1″ N, 8° 12′ 14″ O        | Wohn-/ Wirtschaftsgebäude | Zweiständerhallenhaus in Fachwerk mit Backsteinausfachungen unter Schopfwalmdach in Reetdeckung. Erbaut wohl um die Mitte des 19. Jhs. | 35961676 | BW             |

## Außerhalb
| Lage                                                                    | Bezeichnung                     | Beschreibung | ID       | Bild |
| ----------------------------------------------------------------------- | ------------------------------- | --- | -------- | ---- |
| Ahlhorner Fischteiche 3 52° 55′ 43″ N, 8° 8′ 6″ O                       | Blockhaus Ahlhorn (Haupthaus I) | Zweigeschossiger Holzbau mit Holzverschalung (kein echter Blockbau) auf hufeisenförmigem Grundriss, bestehend aus mehreren Trakten unter Satteldächern. Große Teile der bauzeitlichen Innenausstattung erhalten (u. a. Decken, Kamin, Ofen und Leuchter). Inmitten der Ahlhorner Teichwirtschaft 1936–1937 als Gästehaus und Gaukameradschaftsheim mit Festsaal und Versammlungsraum für den Gauleiter Carl Röver erbaut. 1946 durch die britische Militärregierung der evangelischen Kirche übergeben, seitdem Teil eines Jugendheims. Anbau von 1937–1938 auf der Nordseite später abgerissen und durch Neubau von 1975 ohne Denkmalwert ersetzt.      | 35963389 |      |
| Ahlhorner Fischteiche 3 52° 55′ 43″ N, 8° 8′ 4″ O                       | St. Petri zu den Fischteichen   | Schlichter Saalbau in Holzständerkonstruktion als Typenbau des Architekten Otto Bartning im Rahmen des Kirchenprogramms des Evangelischen Hilfswerks zunächst 1949/50 in Steinfeld im Landkreis Vechta errichtet. 1981 abgebaut und ein Jahr später auf dem Gelände des Evangelischen Jugend- und Freizeiheims in Ahlhorn wieder aufgebaut. Anfang der neunziger Jahre des 20. Jahrhunderts wurde eine neue Orgel bei einem niederländischen Orgelbauer bestellt und eingebaut. Ein Glockenturm für zwei Glocken in unmittelbarer Nähe am Zufahrtsweg auf der Nordseite errichtet, später abgerissen und durch Neubau von 1975 ohne Denkmalwert ersetzt. | 35961544 |      |
| An der Lethe 52° 57′ 20″ N, 8° 7′ 22″ O                                 | Schafstall                      | Schopfwalmdach in Reetdeckkung auf Feldsteinsockel mit Giebeln in Fachwerk mit Backsteinausfachungen. Längsdurchfahrt. Erbaut wohl um die Mitte des 19. Jhs., anscheinend um wenige Meter versetzt. | 35961323 | BW   |
| Fahrenkamp 52° 54′ 15″ N, 8° 15′ 41″ O                                  | Schafstall                      | Schopfwalmdach mit Niedersachsengiebeln in Reetdeckung auf Feldsteinsockel mit Giebeln in Backstein. Längsdurchfahrt. Umgeben von markanten alten Eichen. Erbaut wohl um die Mitte des 19. Jhs. | 35962004 | BW   |
| Sandkämpe 52° 55′ 59″ N, 8° 12′ 47″ O                                   | Schafstall                      | | 35963526 | BW   |
| Windmühlenweg 52° 59′ 55″ N, 8° 9′ 50″ O                                | Windmühle                       | Erdholländer. Sockel z. T. holzverschalt, oberer Teil mit Eisenblech verkleidet, Haube reetgedeckt. Derzeit ohne Flügel. Erbaut wohl am Ende des 19. Jhs. | 35961299 | BW   |
| Zur Sager Heide 52° 55′ 53″ N, 8° 11′ 21″ O                             | Schafstall                      | | 35961415 | BW   |
| (Amelhausen) Trift 1 52° 57′ 0″ N, 8° 19′ 54″ O                         | Scheune                         | Gulfscheune in Oberrähmkonstruktion unter Schopfwalmdach. Außenmauern in Backstein mit Backsteingliederung (an den Giebeln Lisenen und ansteigende Konsolfriese). Im Südgiebel Medaillon mit Pferdekopfplastik. Erbaut wohl 1891. | 35963769 | BW   |
| (Amelhausen) Trift 5 52° 56′ 55″ N, 8° 19′ 55″ O                        | Gulfhaus                        | Gulfscheune aus Backstein in Zangenkonstruktion mit korbbogigen Toreinfahrten unter Schopfwalmdach mit Niedersachsengiebeln. Daran firstparallel, aber versetzt angebaut Wohnhaus, eineinhalbgeschossiger Backsteinbau mit Drempel unter Satteldach (Typus „Oldenburger Hundehütte“). Auf der linken Traufseite mittig Eingang, darüber Zwerchgiebel. Innen weitgehend unverändert erhaltenes Gulfhaus mit konventioneller Gesamtauffassung und modernen Einzelelementen (Zangenkonstruktion, Wohnhausgestaltung). Erbaut 1908–1912. | 35963793 | BW   |
| (Amelhausen) Trift 5 52° 56′ 55″ N, 8° 19′ 56″ O                        | Stall                           | | 35964228 | BW   |
| (Dehland) August-Hinrichs-Weg 9 - 11 52° 56′ 55″ N, 8° 19′ 56″ O        | Garten                          | Große waldartige Gartengrundstücke um die beiden Wochenendhäuser mit alten markanten Bäumen. Entstanden mit dem Bau der Wochenendhäuser 1924–1925 bzw. 1927–1928. | 39089921 | BW   |
| (Döhlen) Schmehl 1 52° 58′ 22″ N, 8° 15′ 36″ O                          | Wohn-/ Wirtschaftsgebäude       | Zweiständerhallenhaus in Fachwerk mit Backsteinausfachungen unter Schopfwalmdach mit Niedersachsengiebeln. Originale Raumaufteilung mit Diele, Flett und Kammerfach erhalten. Datiert 1813. | 35961848 | BW   |
| (Döhlen) Schmehl 1 52° 58′ 23″ N, 8° 15′ 36″ O                          | Scheune                         | Fachwerkbau in Wandständerkonstruktion mit Backsteinausfachungen unter Satteldach. Giebel verbrettert. Querdurchfahrt. Erbaut um die Mitte des 19. Jhs. | 35961875 | BW   |
| (Falsbult) Nr. 3 52° 56′ 49″ N, 8° 10′ 36″ O                            | Wohn-/ Wirtschaftsgebäude       | Satteldach auf Feldsteinsockel mit Giebeln in Fachwerk mit Backsteinausfachungen. Längsdurchfahrt. Erbaut wohl in der 2. Hälfte des 19. Jhs. | 35961577 | BW   |
| (Krumland) Krumlander Straße 21 52° 58′ 5″ N, 8° 14′ 13″ O              | Schafstall                      | Zweiständerhallenhaus in Fachwerk mit Backsteinausfachungen unter Schopfwalmdach. Erbaut wohl am Ende des 18. Jhs. | 35963898 | BW   |
| (Moorbeck) Amelhauser Straße 56 52° 56′ 29″ N, 8° 19′ 46″ O             | Wohn-/ Wirtschaftsgebäude       | Großes Zweiständerhallenhaus in Fachwerk mit Backsteinausfachungen unter Schopfwalmdach in Reetdeckung. Dachgeschoss am Wirtschaftsgiebel auf Knaggen vorkragend, am Wohngiebel auf Balkenköpfen. Datiert 1669. | 35962555 |      |
| (Sannum) Sannumer Straße 32 53° 0′ 23″ N, 8° 16′ 3″ O                   | Nebengebäude                    | | 35962457 | BW   |
| (Steinloge) Wildeshauser Straße/Buchenallee 52° 53′ 57″ N, 8° 18′ 55″ O | Kriegerdenkmal                  | An der Abzweigung der Buchenallee nach Großenkneten von der Wildeshauser Straße (B 213). Pyramide aus Feld- und Bruchsteinen, daran Reliefplatte aus Granit mit Inschriften für die Toten beider Weltkriege, auf Sockel mit quadratischem Grundriss, darum mit Feldsteinen gefasstes Rondell und Zuweg von Westen. Gelände parkartig gestaltet mit markanten alten Eichen. Errichtet 1921, erweitert 1950. | 35962555 | BW   |
| (Westrittrum) Rittrumer Straße 5 52° 58′ 17″ N, 8° 19′ 33″ O            | Wohn-/ Wirtschaftsgebäude       | Großes Zweiständerhallenhaus in Fachwerk mit Backsteinausfachungen unter Schopfwalmdach. Umgeben von alten markanten Bäumen. Erbaut 1823 (Brandkassenregister). | 35962079 | BW   |